# Antidelec
Antidelec je dvojnik (osnovnega) delca, ki ima enako maso, enak spin kot normalni delec, vendar se od njega razlikuje po nekaterih drugih značilnostih, kot so električni in barvni naboj ter barionsko in leptonsko število. Običajno rečemo, da so normalni tisti delci, ki se nahajajo v snovi, ki nas obdaja. Nekateri delci (npr. foton, domnevna graviton in gluon) nimajo svojega antidelca oziroma rečemo, da so enaki svojemu antidelcu. Razlikovanje med antidelci in normalnimi delci je relativno. Če neki delec izberemo za normalni delec, potem je njegov antidelec določen.
Antidelce se pogosto označuje s prečno črto nad oznako delca. Tako se na primer proton označuje s {\displaystyle \ p}, njegov antidelec antiproton pa s {\displaystyle {\bar {p}}}.
Antidelci sestavljajo antimaterijo.

## Zgodovina
Prvi znani antidelec je bil pozitron, ki ga je leta 1928 teoretično predvidel britanski fizik in matematik Paul Dirac (1902 – 1984) (glej Diracova enačba, ki predvideva obstoj antidelcev). Odkril ga je ameriški fizik švedskega rodu Carl David Anderson (1905 – 1991) v letu 1932 kot posledico delovanja kozmičnih žarkov v meglični celici (odkrit je bil mion μ- in njegov antidelec μ+). Antiproton sta odkrila italijanski fizik in nobelovec Emilio Segrè (1905 – 1989) in ameriški fizik in nobelovec Owen Chamberlain (1920 – 2006). Antinevtron je odkril ameriški fizik Bruce Cork (1915 – 1994) leta 1956.

## Anihilacija
Pri anihilaciji se delec in antidelec uničita (trk delca in antidelca). Pri tem nastanejo drugi delci. Zgled: pri anihilaciji elektrona in pozitrona nastaneta dva fotona. Energija, ki nastane pri tem, se lahko izračuna po znanem obrazcu E = mc². Možen pa je tudi obratni postopek, pri katerem nastane eden ali več parov delec-antidelec. Če pride do anihilacije enega protona in antiprotona, se sprosti energija 2.1,6. 10−9 J. Pri tem nastaneta elektron in pozitron (antielektron), ki imata hitrost 0,98c (c je hitrost svetlobe). Samostojen foton se ne more spremeniti v par delec-antidelec, ker se pri tem ne morejo istočasno ohraniti energija, električni naboj in gibalna količina. Lahko pa tvori virtualne pare delec-antidelec.